# Pax Christi Nederland
Pax Christi Nederland (PCN) (Pax Christi is Latijn voor de Vrede van Christus) is een vereniging die de Nederlandse tak vormt van de internationale katholieke vredesbeweging Pax Christi.
Sinds 2006 is er een samenwerkingsverband met het Interkerkelijk Vredesberaad, sinds 2014 onder de naam PAX.

## Geschiedenis

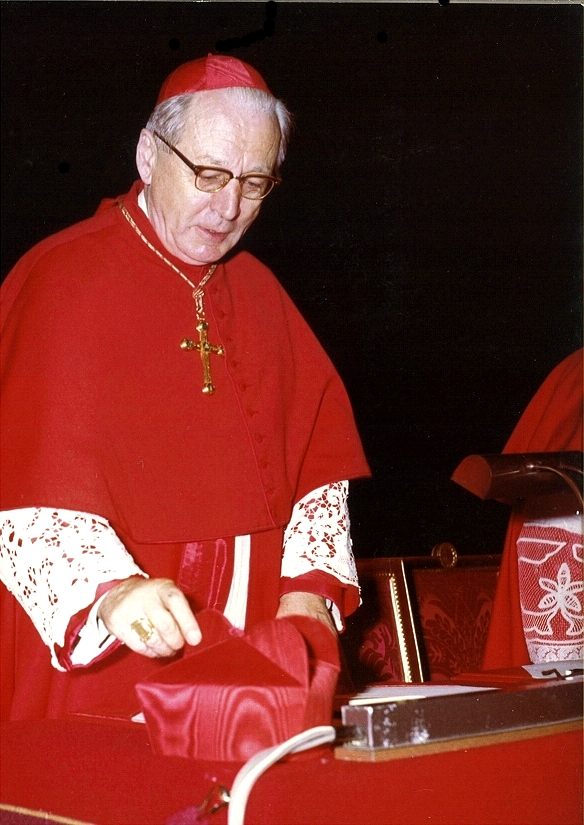
Kardinaal Alfrink, voorzitter Pax Christi Nederland 1952 - 1976 en van Pax Christi Internationaal 1965-1976

Pax Christi Nederland werd op 5 mei 1948 in Utrecht opgericht als de Nederlandse afdeling van de internationale katholieke vredesbeweging Pax Christi. Pax Christi was een initiatief van katholieke burgers ten tijde en na de Tweede Wereldoorlog die ‘nooit meer oorlog’ als ideaal hadden. De doelstelling in die tijd was dat katholieken uit diverse landen elkaar konden ontmoeten om gezamenlijk via gebed, studie en actie de basis te scheppen voor een vreedzame wereld. De oprichting van deze beweging is, volgens The Oxford Companion to Christian Thought, ‘een sleutelmoment in de ontwikkeling van een vrijgevochten vredespolitiek in de rooms-katholieke wereld'.
Kardinaal Bernardus Alfrink was voorzitter van de Nederlandse afdeling van 1952 tot 1976, en van 1965-1976 tevens van Pax Christi Internationaal (1965-1976). Van 1976 tot 1994 was bisschop Ernst voorzitter. Hij werd opgevolgd door bisschop Ad van Luyn die op 16 september 2013 afscheid nam. De functie van voorzitter wordt vanaf september 2013 waargenomen door dr. Jan Peters, jezuïet, islamoloog en arabist, die tevens deel uitmaakt van het bestuur van Pax Christi Internationaal (PCI).

### 1950-1990
De Nederlandse afdeling hield zich in de jaren vijftig vooral bezig met bezinning.
Vanaf 1958 werden er jaarlijks in 's-Hertogenbosch de Pax Christi Voettochten georganiseerd voor middelbare scholieren die voor hun eindexamen stonden en studenten. Vanaf 1960 werden er vele jaren ook, vanuit Almelo, voettochten voor een iets oudere doelgroep georganiseerd. De tochten werden zeer bekend. Tienduizenden jongeren hebben daaraan meegedaan. Initiatiefnemer was pater P.J. Verkoelen. De voettochten werden tot in de jaren tachtig gehouden.
In de jaren zestig richtte de Nederlandse Pax Christi-beweging zich, naast gebed, meer en meer op studie en actie. Pax Christi zelf begon zich vanaf de jaren zestig te ontwikkelen tot een politieke beweging.
Naar aanleiding van de Cubacrisis in oktober 1962 publiceerde de paus Johannes XXIII in 1963 de encycliek Pacem in Terris (Vrede op aarde). Naar aanleiding hiervan publiceerde Pax Christi Nederland in 1965 de studie Met Pacem in Terris onderweg; eindredacteuren waren de parlementsleden Geert Ruygers (PvdA) en Marga Klompé (KVP). Een belangrijke conclusie van deze studie was dat de kerk zich niet langer afzijdig moest houden van de politiek en dat Pax Christi de uitdrager moest worden van de katholieke vredesboodschap. De studie pleitte daarnaast voor een Nederlandse oecumenische vredesbeweging. In diezelfde periode leefde ook bij protestantse kerken in Nederland de gedachte om door oecumenische samenwerking de vrede te bevorderen en een kernoorlog ("atoomoorlog") te voorkomen. In 1966 besloten Pax Christi en de Nederlands Hervormde Kerk daarom het Interkerkelijk Vredesberaad (IKV) op te richten. In 1968 baarde de kardinaal Alfrink als voorzitter van Pax Christi opzien door zich publiekelijk op de Nederlandse televisie te keren tegen het kabinetsvoornemen om de defensie-uitgaven met 225 miljoen gulden te verhogen naar aanleiding van de inval van het Warschaupact in Tsjechoslowakije. De vredesbeweging vond deze plannen ‘een symptoom van de opleving van de koude-oorlogsmentaliteit’.

#### Vietnamoorlog

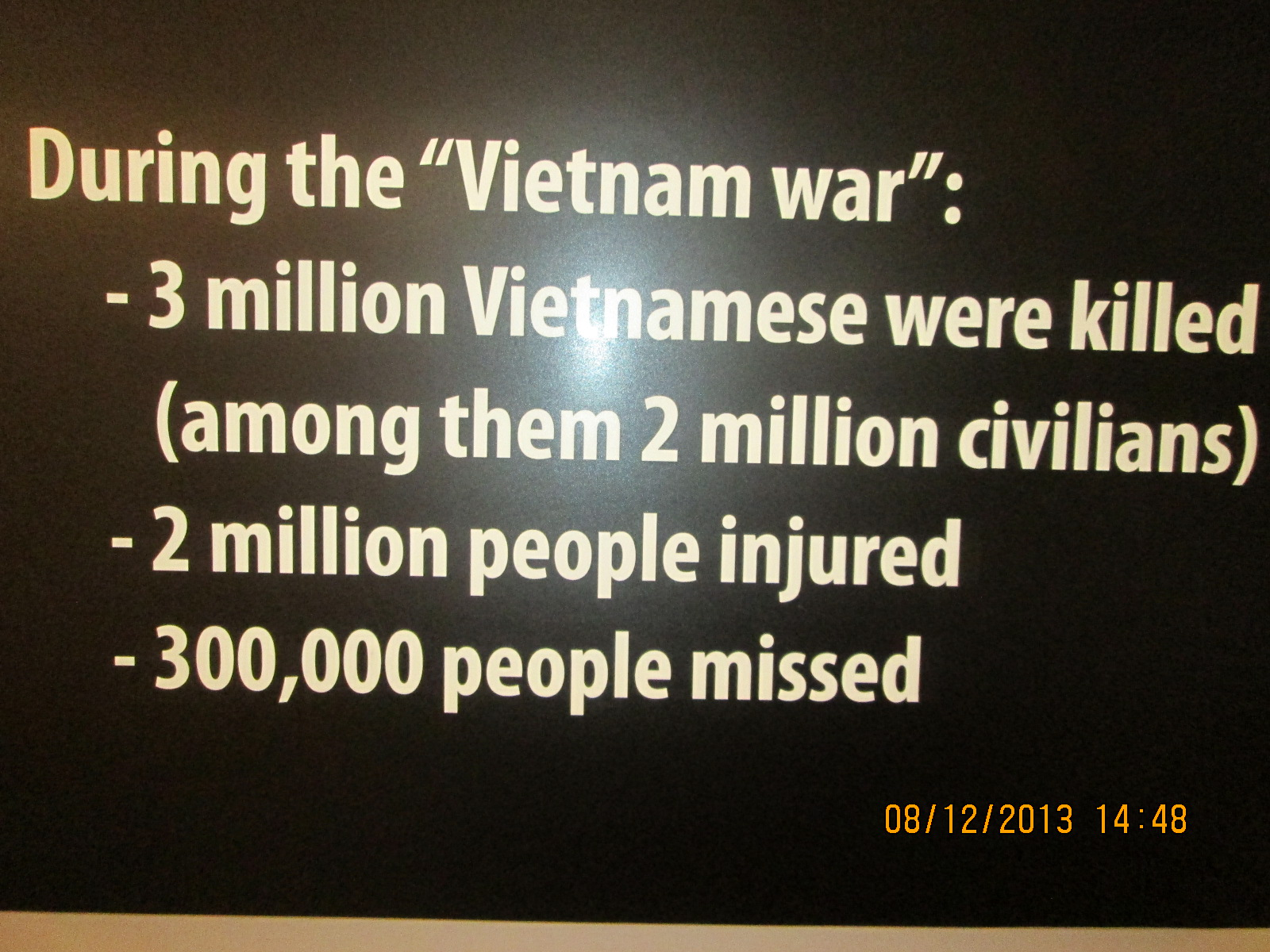
Enkele statistische gegevens over de slachtoffers van de Vietnamoorlog, foto door Rudolph A. Furtado. Pax Christi keerde zich tegen vanaf 1966 deze oorlog

Vanaf 1966 keerde Pax Christi zich tegen de Vietnamoorlog en knoopte nauwe contacten aan met de Vietnamese boeddhistische beweging, die een tamelijk grote groep vertegenwoordigde in Zuid-Vietnam. Tevens ondersteunde Pax Christi het humanitaire werk van het Medisch Comité Nederland-Vietnam, een groep artsen die daar hielpen 'waar de bommen vielen', dus in Noord-Vietnam en gebieden die werden beheerst door de Vietcong. Op 6 januari 1973 deed Pax Christ mee aan de nationale Vietnamdemonstratie in Utrecht. Diezelfde dag werd kardinaal Alfrink hierover geïnterviewd door het actualiteitenprogramma Brandpunt. "Een kardinaal en politiek, kan dat wel?", vroeg de journalist. Alfrink antwoordde; "Onder politiek versta ik: het meehelpen de vrede te bereiken, daarin is juist een taak weggelegd voor de kerk." En verderop in het interview zei Alfrink: "Amerika moet Vietnam verlaten, dat is een voorwaarde, maar daarmee kan niet worden volstaan.’

#### Verdere acties
Pax Christi startte (eerst voorzichtig later uitgebreider) een dialoog met kerken in Oost-Europa en legde vanaf 1974 contacten met de Russisch-Orthodoxe Kerk. Naar eigen zeggen droeg Pax Christi daarmee bij aan het herstel van de betrekkingen tussen de Russisch Orthodoxe Kerk en het Vaticaan. Daarnaast oefende Pax Christi invloed uit op het Nederlandse regeringsbeleid inzake het Midden-Oosten door aandacht te vragen voor het lot van de Palestijnen in het Israëlisch-Palestijnse conflict. Ook hield Pax Christi zich bezig met de problematiek rond dienstweigeraars, omdat Nederland destijds nog een dienstplichtigen-leger had, en met het Nederlandse buitenlandse beleid en defensiebeleid. En de vredesbeweging keerde zich tegen de apartheid in Zuid-Afrika. Apartheid werd door Pax Christi een systeem genoemd waardoor blanken hun bevoorrechte positie kunnen handhaven ten koste van de niet-blanke meerderheid. Dit systeem achtte Pax Christi onverenigbaar met de boodschap van het Evangelie "omdat de meest elementaire mensenrechten op systematische wijze worden geschonden."
In de jaren 80 begon Pax Christi in toenemende mate aandacht te vragen voor de oorlogen in Midden- en Zuid-Amerikaanse landen. Er werden rapporten uitgebracht en aandacht bij de politiek gevraagd voor de oorlogen en mensenrechtenschendingen in onder meer Colombia, Nicaragua, El Salvador en Guatemala. De beweging begon ook Oost-Europese en Russische dissidenten te steunen, waaronder Václav Havel, en versterkte de contacten met Oost-Europese kerken.

#### Strijd tegen kernwapens
Het IKV startte in 1977 de campagne tegen nucleaire wapens "Help de kernwapens de wereld uit, om te beginnen uit Nederland!". Dat gebeurde onder het voorzitterschap van Ben ter Veer die afkomstig was uit Pax Christi en die samen met de Algemeen Secretaris van het IKV, Mient Jan Faber, steeds meer nadruk ging leggen op het verbinden van de strijd tegen kernwapens met die voor democratie in Midden en Oost Europa. Pax Christi noemde zowel het bezit als het gebruik van kernwapens ethisch onaanvaardbaar. Ondanks massale demonstraties in 1981 en 1983 tegen het plaatsen van kernwapens in Nederland als gevolg van het NAVO-dubbelbesluit van 1979, waar honderdduizenden burgers aan meededen, besloot de Nederlandse regering om toch kruisvluchtwapens ("kruisraketten") te plaatsen. Door het Intermediate-Range Nuclear Forces–verdrag (INF-verdrag) van 8 december 1987 werd Nederland van de vijf beoogde "plaatsingslanden" uiteindelijk het enige land waar geen kruisraketten zijn geplaatst.

### Vanaf 1990
Na het einde van de Koude Oorlog in 1989 nam het aantal burgeroorlogen snel toe. Pax Christi verlegde de aandacht naar burgeroorlogen op de Balkan, in Latijns-Amerika, Afrika en het Midden-Oosten. Pax Christi zag in het oplossen en voorkomen van oorlogen een belangrijke rol voor civiele actoren, zoals de beweging zelf. De organisatie begon lokale vredesinitiatieven te steunen en richtte zich op het beïnvloeden van de internationale en nationale publieke opinie en de politiek. Een kritische rol speelde Pax Christi onder meer in Colombia. In 1988 gaan Pax Christi Nederland en Justitia et Pax Nederland naar Colombia en hebben veel kritiek op het zwijgen van de Colombiaanse bisschoppen inzake het geweld in hun land. In 1989 worden de bevindingen van de delegatie in Genève gepresenteerd aan de VN Commissie voor de Mensenrechten. De Colombiaanse bisschoppen protesteerden, ook in Genève, maar werden in de jaren negentig in samenwerking met Pax Christi actiever voor vrede, gerechtigheid en verzoening.
In Soedan zette de latere directeur van Pax Christi, Jan Gruiters, samen met de plaatselijke kerken in de jaren 90 een nieuw vredesprogramma op. Daarnaast voerde de organisatie internationale en nationale campagnes, onder meer tegen landmijnen, clustermunitie en de handel en verspreiding van wapens.
In 2003 werd, in samenwerking met Pax Christi Internationaal en Pax Christi Vlaanderen, een vredes- en mensenrechtenprogramma gestart in de Democratische Republiek Congo (Kinshasa), dit Midden-Afrikaanse land was al vanaf 1998 het decor van een oorlog die in belangrijke mate ook draaide om de natuurlijke rijkdom van het land op het gebied van grondstoffen. Kardinaal Laurent Monsengwo Pasinya speelde als internationaal voorzitter van Pax Christi een belangrijke rol in het opstarten van deze activiteiten.

#### Multinationals
Mede naar aanleiding van de executie van de Nigeriaanse milieu-activist en schrijver Ken Saro-Wiwa en acht andere Nigeriaanse activisten in 1995 gaan Pax Christi en Amnesty International onderhandelingen aan met Shell over het mensenrechtenbeleid van Shell. Shell werd beschuldigd van het omkopen van getuigen tegen de activisten, van het leveren van wapens en het geven van financiële steun aan het Nigeriaanse leger en van het rekruteren van lokale politieagenten en soldaten om aanvallen tegen Nigeriaanse dorpen uit te voeren en zo protesten de kop in te drukken. In maart 1997 leidde deze onderhandelingen dit tot een herziening van het Shell-beleid. Shell bracht een 'Verklaring van Algemene Beleidsuitgangspunten' uit waarin expliciet verwezen werd naar mensenrechten. Jan Gruiters, die namens Pax Christi aan de onderhandelingstafel zat, noemde dit 'een belangrijke stap vooruit, maar het is een eerste stap.' De verwijzing naar mensenrechten was, aldus beide organisaties, nog summier en de invoering en controle waren nog niet geregeld. Pax Christi en Amnesty kregen ook kritiek op hun aanpak onder meer van milieuorganisaties, waaronder Milieudefensie. De onderhandelingen zouden 'neokolonialistisch' zijn "witte mensen van Amnesty International en Pax Christi zitten met witte mensen van Shell over de mensenrechten van mensen in Nigeria te praten.", aldus Milieudefensie. Niettemin leidde de aanpak van Amnesty International en Pax Christi er toe dat Shell het eerste grote concern in Nederland en de eerste oliemultinational ter wereld werd met een gedragscode op het gebied van mensenrechten en dat het debat over mensenrechten werd verbreed naar acht andere concerns: Philips, Unilever, Heineken, Ahold, ABN-Amro, ING, Rabo en KPMG.

#### Irakoorlog

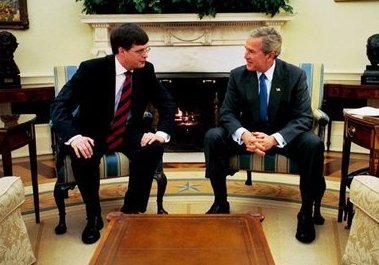
In 2003 begonnen de VS de oorlog in Irak, die steun kreeg van de Nederlandse regering. Op de foto premier Balkenende op bezoek bij de Amerikaanse president George W. Bush in maart 2004.

In 2002 steunde Pax Christi Nederland de Wereldraad van Kerken in het verzet tegen oorlog in Irak. die in maart 2003 werd ingezet door de Verenigde Staten en Groot-Brittannië en die door het Nederlandse kabinet-Balkenende I politieke steun kreeg. Tijdens een grote landelijke demonstratie tegen deze oorlog op 22 maart 2003 was de voorzitter van Pax Christi, bisschop Van Luyn, de eerste die de tienduizenden demonstranten vanaf het podium toesprak. Hij noemde de Irakoorlog onder meer 'politiek overhaast, moreel onverantwoord en juridisch onrechtmatig'.

#### Conflictbemiddeling
Een opmerkelijk moment in de activiteiten van Pax Christi op het gebied van conflictbemiddeling was het faciliteren van de vredesbesprekingen tussen de Oegandese regering en de Oegandese rebellengroep het Verzetsleger van de Heer (Engels: Lord’s Resistance Army, LRA), onder leiding van Joseph Kony. Deze oorlog stond in de jaren 90 en in eerste decennium van de 21e eeuw bekend als een van de grootste humanitaire rampen. Tussen de 1,8 tot 2 miljoen mensen waren op de vlucht. Het Verzetsleger van de Heer heeft naar schatting 25.000 kinderen ontvoerd. Pax Christi begon vanaf 1998 te pleiten voor onderhandelingen om het conflict op te lossen. In 2005 werd Pax Christi door kerkleiders in Noord-Oeganda en Zuid-Soedan gevraagd om te proberen de partijen om de tafel te krijgen. Als een van de zeer weinigen lukte het medewerkers van Pax Christi om een rechtstreekse ontmoeting met Joseph Kony te hebben. De beweging faciliteerde besprekingen met de regeringen van Zuid-Soedan, Oeganda en het Verzetsleger van de Heer met als eerste resultaat een wapenstilstand in augustus 2006. De vredesbesprekingen mislukten in 2008 toen Joseph Kony uiteindelijk weigerde om een definitieve vredesovereenkomst te tekenen. Het Verzetsleger van de Heer trok zich terug uit Noord-Oeganda maar de oorlog verspreidde zich onder meer naar de DR Congo en de Centraal-Afrikaanse Republiek, waar nog veel slachtoffers werden gemaakt.

## Bestuurlijke ontwikkeling

### 1948 t/m 1999
In de periode tussen 1948 en 2000 was Pax Christi primair een vereniging, en had een algemeen secretaris, die gecontroleerd werd door een Dagelijks Bestuur en een Algemene Ledenvergadering, de dagelijkse leiding.
In 1962 verhuisde het secretariaat van Pax Christi Internationaal van Frankrijk naar Nederland en werd Carel ter Maat (1913-2000) aangesteld als algemeen secretaris van Pax Christi Nederland en tevens internationaal secretaris voor Pax Christi Internationaal. In 1966 werd het Interkerkelijk Vredesberaad (IKV) opgericht. Pax Christi Nederland, dat in het IKV de Rooms-Katholieke Kerk vertegenwoordigt, beheerde in het begin ook het secretariaat. Ter ondersteuning van Carel ter Maat werd in 1968 priester Jan ter Laak (1938–2009) aangesteld als secretaris van het IKV en adjunct-secretaris van Pax Christi Nederland. Vanaf de oprichting hebben IKV en Pax Christi veel samengewerkt, zoals bij het organiseren van de Vredesweek.
In 1978 ging Ter Maat met pensioen, waarna Pax Christi Internationaal naar België (eerst Antwerpen, later Brussel) verhuisde en Guy Dilweg hem als algemeen secretaris van Pax Christi Nederland opvolgde. In 1983 werd Jan ter Laak gevraagd om terug te keren naar Pax Christi Nederland, maar nu als algemeen secretaris. Namens Pax Christi zat Ter Laak in het Komitee Kruisraketten Nee (KKN) en bovendien was hij lid van het dagelijks bestuur van het IKV. In september 1996 trad Jan ter Laak plotseling af. Het Pax Christi-bestuur liet begin 1997 weten dat er drie "gegronde en ernstige" klachten tegen Ter Laak waren ingediend die betrekking hadden op "ongewenste omgangsvormen" met (oud-)medewerkers. Jan ter Laak werd tevens door de katholieke kerk uit het priesterschap ontzet. Hij werd op 1 januari 1998 opgevolgd door prof. Fred van Iersel, die op 13 maart 1999 aftrad doordat hij tot de conclusie kwam dat door de functie van algemeen secretaris zijn andere werk in de knel kwam, aldus het ANP-bericht hierover op 13 maart 1999, maar er lag ook een verschil van inzicht aan ten grondslag over de richting die de organisatie moest volgen.  Hij werd kortstondig opgevolgd door Theo Brinkel. Toen deze binnen een jaar een loopbaan in de politiek verkoos, kreeg de Vereniging een secretaris ad interim, eerst Jaap van 't Hek en daarna Arie Mens.

### Vanaf 2000

#### Vereniging en projectenorganisatie
Door de nieuwe werkterreinen in complexe oorlogsgebieden ontwikkelde Pax Christi zich rond de eeuwwisseling van een vereniging met vrijwilligers en activiteiten die werden betaald uit contributiegelden en giften tot een professionele organisatie met verenigingsactiviteiten. Volgens het jaarverslag 2000 van Pax Christi besloot de Algemene Ledenvergadering op 13 mei 2000 tot een juridische splitsing, waarbij de Stichting Pax Christi Projecten werd opgericht. De Vereniging ging zich richten op de spirituele opdracht, educatieve taken en op activiteiten ter bevordering van het maatschappelijk draagvlak in Nederland. Het werk in de conflictgebieden en campagnewerk werd, met de bijbehorende financiële middelen, ondergebracht in de Stichting Pax Christi Projecten, die in mei 2000 operationeel werd. ‘Vereniging en Stichting zijn wederzijds afhankelijk, zij vormen samen de beweging’, aldus de toenmalige voorzitter bisschop Van Luyn in het jaarverslag over het jaar 2000. Jan Gruiters (1956) werd benoemd tot directeur van Pax Christi Projecten. Er werd tevens een raad van toezicht ingesteld die werd benoemd door de leden van de Vereniging. De vereniging had over het jaar 2001 een financieel tekort dat, volgens het jaarverslag 2001, met steun van enkele kloosters en congregaties werd opgelost. Onder leiding van Jan Gruiters groeide Pax Christi uit tot een middelgrote vredesorganisatie. Vanaf 2003 ontving Pax Christi, in het bijzonder voor de activiteiten in oorlogsgebieden, ook subsidie van de Nederlandse overheid.

#### Samenwerking IKV
In 2006 besloten Pax Christi Nederland en het IKV tot de oprichting van één werkorganisatie die in hun beider opdracht het vredeswerk in Nederland en in buitenlandse oorlogsgebieden zou uitvoeren: de "Stichting Samenwerkingsverband IKV Pax Christi". In 2005 werd dit besluit ingeleid met een referendum onder de leden, die in overgrote meerderheid akkoord gingen met een vergaande samenwerking met het IKV in één werkorganisatie voor de gesubsidieerde projecten van beide organisaties, met dien verstande dat het IKV als vredesberaad van meerdere kerken gezamenlijk en de katholieke vereniging Pax Christi Nederland als onderdeel van Pax Christi International afzonderlijk bleven bestaan. Van de 6446 stemgerechtigde Pax Christi leden hadden bijna 3400 leden een stem uitgebracht waarvan er 98% voor deze samenwerking had gestemd. Op 1 januari 2007 startte de gefuseerde werkorganisatie. Het overgrote deel van de activiteiten werd vanaf dat moment gedaan vanuit één kantoor in Utrecht onder een gezamenlijke directie en raad van toezicht. Jan Gruiters werd algemeen directeur. De Stichting Pax Christi Projecten was hiermee overbodig geworden en werd in 2009 opgeheven. Vanaf 29 januari 2014 is 'IKV Pax Christi' verdergegaan onder de naam 'PAX', waarbij Pax Christi en IKV elk en deel van de leden van de Raad van Toezicht mochten benoemen. Er werden twee 'ídentiteitsmedewerkers' benoemd, een voor de relatie met de kerken en een met die met Pax Christi in het bijzonder. Na het vertrek van Gruiters groeiden de latente spanningen met de moederorganisaties Pax Christi Nederland IKV over hun ingeperkte invloed op het beleid. Er was veel verloop onder de medewerkers tot in de directie van de projectenorganisatie. Dat zette de continuïteit en de waarborging van een gemeenschappelijke levensbeschouwelijke cultuur onder druk. Er rees verzet vanuit Pax Christi en IKV tegen het plotselinge ontslag van beide identiteitsmedewerkers in 2021, waarna dit besluit voorlopig weer werd ingetrokken. Voor een actuele beschrijving van de activiteiten van de projectenorganisatie PAX: PAX (vredesorganisatie).

## Pelgrimstraditie

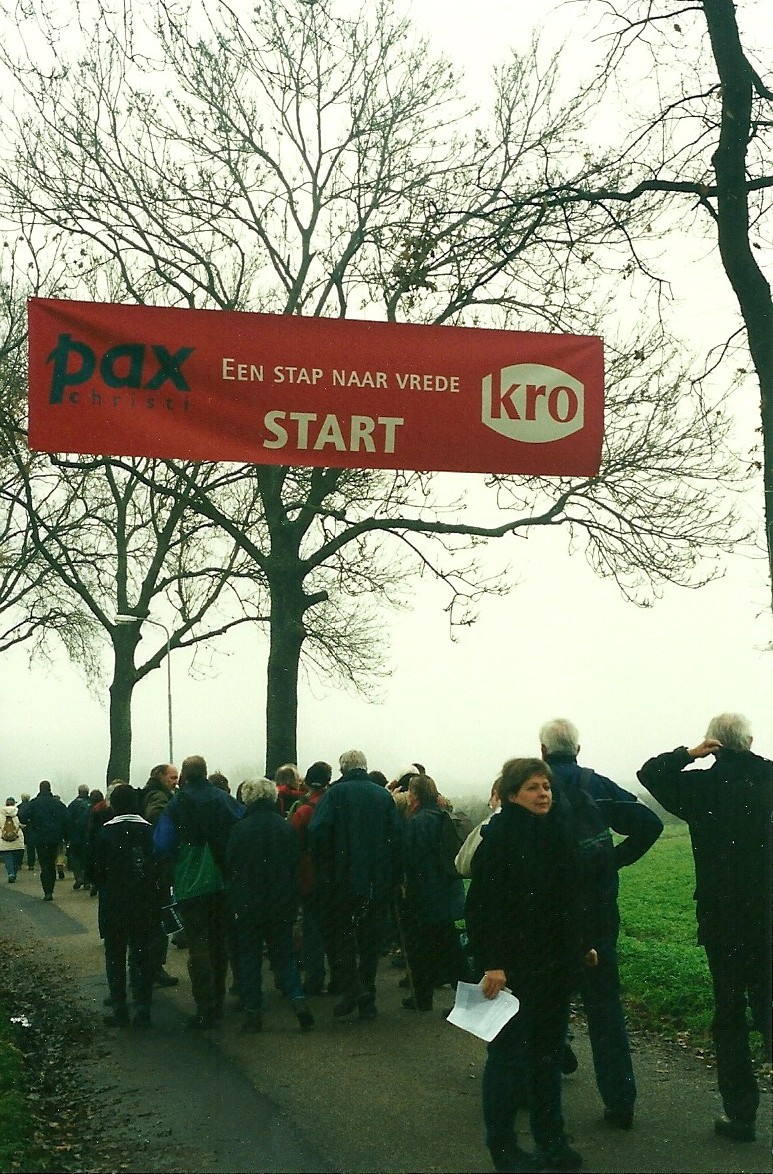
Adventstocht Pax Christi KRO 1 december 2002.0014

Vanaf de oprichting maakte Pax Christi internationaal en later ook de Nederlandse sectie naam als pelgrimsbeweging voor vrede. De voettochten trokken tot in de jaren 70 tienduizenden jongeren. In de jaren 80 hielden de tochten op te bestaan. Internationale voettochten vonden nog wel doorgang. Vanaf 2001 heeft een kleine herleving van de pelgrimstraditie van de beweging in Nederland plaatsgevonden. De aanslagen op 11 september 2001 en de daaropvolgende oorlog in Afghanistan waren voor het televisieprogramma KRO De Wandeling aanleiding om samen Adventstochten voor de vrede te houden. Pax Christi en de KRO besloten tot dit initiatief ‘om stap voor stap met elkaar op weg te gaan naar het feest van licht en vrede’.  De eerste tocht liep in 2001 in vier etappes naar Den Bosch. In de jaren daarna volgden er Adventstochten in Twente en Noord-Holland. Met behulp van een speciale Handleiding voor een voettocht, "Opstap naar vrede" konden plaatselijke kerken dit voorbeeld navolgen. De Adventstochten trokken ieder jaar honderden deelnemers. De Adventstocht 2004 vond plaats vlak na de moord op Theo van Gogh (regisseur) en was, naast de KRO en Pax Christi, een initiatief van de Stichting Haags Islamitisch Platform (SHIP). De adventstocht bood 'christenen en moslims de gelegenheid om al wandelend met elkaar over vrede te spreken en elkaar in vrede te ontmoeten'. Onder meer rapper Ali B en bisschop Ad van Luyn behoorden tot de deelnemers. In 2004, 2006, 2008, 2010 en 2012 organiseerde Pax Christi rond de Kerst solidariteitspelgrimages naar Bethlehem, een initiatief van medewerker Gied ten Berge in samenwerking met Toine van Teeffelen van het Arab Educational Institute in Bethlehem.  Ten Berge beschreef en analyseerde onder meer deze vorm van pelgrimage in 2020 in zijn proefschrift "Pelgrims met een missie". 

## Vredesbrieven
Ofschoon de traditie was dat een bisschop voorzitter van Pax Christi is, maakte de vereniging geen deel uit van de rooms-katholieke kerkstructuur. Het was een onafhankelijke democratische vereniging.
Er heeft in de geschiedenis van Pax Christi evenwel een wisselwerking bestaan tussen het spreken van de RK Kerk - door de paus en bisschoppen - over oorlog en vrede en haar eigen praxis. Een voorbeeld hiervan is de al genoemde encycliek Pacem In Terris uit 1963 die de aanleiding voor Pax Christi Nederland was om in 1965 het rapport Met Pacem in Terris onderweg uit te brengen. Maar Pax Christi heeft op haar beurt ook weer invloed gehad op Nederlandse bisschoppelijke brieven (zogenoemde herderlijke schrijven) over oorlog- en vredeskwesties. Voorbeelden zijn:
1. De bisschoppelijke brief Oorlog in de ban in 1969. Principieel werd daarin onder woorden gebracht dat oorlog niet thuis hoort in de wereld van de mens.
2. De bisschoppelijke brief Vrede en gerechtigheid in 1983 waarin de bisschoppen zich tegen de kernwapenwedloop en kruisraketten keerden.
3. De bisschoppelijke brief Tot vrede in staat in 1996. Deze brief was een resultaat van het door de Duitse filosoof Carl Friedrich von Weizsäcker bepleitte 'Conciliair Proces voor Vrede, Gerechtigheid en Heelheid van de Schepping' waarin vanaf 1988 ook de rooms-katholieke kerk participeerde. Op verzoek van de Bisschoppenconferentie verzamelde Pax Christi in 1994 en 1995 de reacties van meer dan honderd parochies en maatschappelijke organisaties over de vraag welke vredesvraagstukken de toen voorgenomen bisschoppelijke brief moest behandelen. Deze consultatie was het idee van de toenmalige voorzitter bisschop Huub Ernst en werd opgedragen aan een commissie waar Fred van Iersel de voorzitter van werd en Gied ten Berge secretaris [26] De Nederlandse bisschoppen pleitten in deze brief onder meer voor versterking van de rol van de Verenigde Naties in het bevorderen van vrede en veiligheid. De bisschoppen vonden voorts dat in het Nederlandse beroepsleger ruimte moet zijn voor 'selectieve gewetensbezwaren' iets dat alleen voor dienstplichtigen was voorbehouden. Het herderlijk schrijven werd op 16 september 1996 gepresenteerd namens alle Nederlandse bisschoppen door bisschop Van Luyn van Rotterdam, die tevens de voorzitter van Pax Christi was.[27] Nadien hebben de Nederlandse bisschoppen geen initiatieven meer genomen voor het schijven van grote brieven voor een breed publiek over vrede, mensenrechten en andere maatschappelijke thema's en zijn zich meer op de eigen gelovigen gaan richten.

## Pax Christi, Israël en de Palestijnen
Vanaf het midden van de jaren zeventig van de vorige eeuw is het Midden-Oosten voor Pax Christi een van haar belangrijkste aandachtspunten geweest die ook leidde tot verschillen van inzicht in de beweging.
Een minderheid vond dat de vredesbeweging van de katholieke kerk moreel aan het jodendom verplicht was de erkenning van de staat Israël door het Vaticaan voorop te stellen. Prof. ir. D.P. (Pieter) Rookmaaker, voorzitter van de Katholieke Raad voor Kerk en Jodendom was een vertegenwoordiger van deze stroming. De meerderheid, waar Wim Bartels de woordvoerder was, had meer oog voor de strijd van het Arabisch verzet tegen het politiek zionisme in de regio en de klacht van de Palestijnen over hun situatie ten gevolge van die politiek. De vredesbeweging hield lange tijd afstand van een oordeel over de exacte vormgeving van de staat Israël. Ze pleitte begin jaren 70 voor een "democratische politieke structuur" waartoe beide naties zich zouden moeten bekennen na onderlinge onderhandelingen. De staat Israël zou wel éérst de nationale identiteit van de Palestijnen dienen te erkennen en daarna pas waren de Palestijnen aan de beurt waren om dat met Israël te doen. Zo wilden men de asymmetrische verhoudingen (Israël had immers al een functionerende staat) tot uitgangspunt nemen. In 1974 werd deze gedachtegang door Pax Christi in die zin verduidelijkt, dat als uitkomst van zulke onderhandelingen door de partijen, een keuze zou kunnen worden gemaakt tussen méérdere opties, bijvoorbeeld een federatieve, confederatieve, bi-nationale of tweestatelijke regeling. Binnen Pax Christi bestond lange tijd een zekere voorkeur voor de binationale oplossing, maar die werd niet gepropageerd. De partijen moesten zelf tot oplossingen komen.
Eind jaren 70 nam Pax Christi de tweestatenoplossing als een optie in haar Kernprogramma op. Toen het Vaticaan Israël in 1993 erkende was dat binnen de RK Kerk de uitkomst van een lang en moeizaam proces. In 1993 speelde de persoon van paus Johannes Paulus II een belangrijke rol. Daarnaast speelde in dat jaar ook het optimisme over de Oslo-akkoorden die toen gesloten werden, zeker nadat de PLO van Arafat zelf akkoord ging met de tweestatenoplossing en niet langer aandrong op één seculiere staat met gelijke rechten voor joden, christenen en moslims. Pax Christi sprak zelf inmiddels al lang niet meer over andere staatkundige opties en steunde die tweestatenoplossing jarenlang voluit, maar men bleef nadenken over de uitwerking van zo’n oplossing. Zo ontstond er in 2000 nog een voorstel om in de toekomst Jeruzalem niet alleen onder de beide staten te verdelen, maar ook om de oude stad met al haar heilige plaatsen onder het gezag van een interreligieuze raad te plaatsen; als praktische oplossing voor een gevoelig probleem en als teken voor de mogelijkheid tot verzoening en samenwerking van de drie monotheïstische religies. De laatste jaren wordt er binnen Pax Christi meer getwijfeld aan de haalbaarheid van de tweestatenoplossing, vanwege de doorgaande kolonisatie van de Westelijke Jordaanoever door Israël, de onderlinge strijd van de Palestijnen zelf, de desinteresse van de Amerikaanse regering en de onwil van de staat Israël om het vraagstuk werkelijk te helpen oplossen.